# Ilene Woods
Ilene Woods, född 5 maj 1929 i Portsmouth i New Hampshire, död 1 juli 2010 i Canoga Park i Los Angeles i Kalifornien, var en amerikansk skådespelare, röstskådespelare och sångare. Woods gjorde den ursprungliga rösten till Walt Disneys animerade klassiker Askungen och utsågs år 2003 till en "Disney Legend".

## Biografi
Ilene Woods föddes söndagen den 5 maj 1929, som Jacqueline Ruth Woods. Hennes mor arbetade bakom kulisserna på filmer och hade då sin dotter med sig. Som liten flicka drömde Woods om att bli lärare, men hennes mor planerade att göra dottern till en stjärna.
Woods började agera så tidigt som vid två års ålder. Sommaren 1944, när hon var 15 år engagerades hon tillsammans med sångaren Bob Johnstone att sjunga i radioprogrammet "The Philco Hall of Fame" på NBC Blue Network (senare ABC Radio). Kanalen ordnade mycket snart så att Woods fick sitt eget radioprogram, redan samma sommar, "The Ilene Woods Show". Programmet var 15 minuter långt och bestod enbart av musik, det sändes tre dagar i veckan och många låtskrivare kom till programmet för att presentera sin musik. Här lärde Woods bland annat känna låtskrivarna Mack David och Jerry Livingston.
1948 skrev Mack David och Jerry Livingston, två av Ilene Woods musikervänner, sångerna "Bibbidi-Bobbidi-Boo", "A Dream Is a Wish Your Heart Makes" och "So This is Love" och bad henne sjunga in dem. Sångerna presenterades sedan för Walt Disney, som när han hörde demoinspelningarna erbjöd Woods att göra rösten till Askungen i filmen.

## Filmografi i urval
- 1945 - I flygande fläng
- 1950 - Askungen (röst)
- 1951 - The Alan Young Show
- 1983 - A Disney Christmas Gift